# Dariusz Baranowski
Dariusz Baranowski (nascido em 22 de junho de 1972) é um ciclista profissional polonês. Venceu a Volta à Polônia nos anos de 1991, 1992 e 1993. Competiu nos Jogos Olímpicos de Verão de 1992 e 1996.